# كريس الغريب
كريس الغريب هي رواية تتناول مواضيع المثليين من قبل يوهان إس لي، الذي تم نشرها في سنغافورة منظمة كانون الدولية في عام 1992.
كتب لي الكتاب -روايته الأولى- في أثناء تأديته للخدمة الوطنية في سنغافورة عندما كان في سن 19. حيث تم نشرها بعد عام. ويتناول الكتاب تاريخ بلوغ كريس سن الرشد، وظهوره من خلال إختباره لوفاة ابيه وحبيبه صموئيل من الأيدز.يلتقي كريس بأول عشيق له كينيث في سنغافورة، حيث سافر كينيث من إندونيسيا ليكمل دراسته؛ ويلتقي بحبيبه الثاني، جاك، في سيدني بعد سفره إلى أستراليا   ليذهب إلى لندن، -مسقط رأس موريس-، بعد وفاة صموئيل ومن الجدير بالذكر أيضا توثيق كيفية تفاعل البيروقراطية العسكرية عندما يخرج جندي إلى سنغافورة.
تم ترجمته الكتاب إلى الإيطالية في عام 1997 تحت عنوان «كريس الغريب».
الكاتب المسرحي السنغافوري ألفيان سعدات حول الرواية إلى مسرحية نهايات سعيدة: () Asia Boys Vol. 3، وقد قامت بتنظيمه شركة W!LD Rice، وهي شركة مسرح سنغافورية، في الفترة من 11 إلى 29 تموز/يوليه 2007.
وقد أعيد طبعها في عام 2008.